# Fala płaska

Animacja trójwymiarowa przedstawiająca propagację fali płaskiej.

Graficzne przedstawienie fali płaskiej w przestrzeni

Rozchodzenie się fali płaskiej na płaszczyźnie

Fala płaska – fala, której powierzchnie falowe (powierzchnie o jednakowej fazie) tworzą równoległe do siebie linie proste, gdy fala rozchodzi się po powierzchni, lub płaszczyzny, gdy rozchodzi się w przestrzeni trójwymiarowej.
Matematycznie funkcja opisująca falę płaską jest rozwiązaniem równania falowego. Funkcja ta nosi nazwę funkcji falowej ma postać:
{\displaystyle u({\vec {x}},t)=Ae^{i({\vec {k}}\,{\vec {x}}-\omega t)},}
gdzie:
{\displaystyle i} – jednostka urojona,
{\displaystyle {\vec {k}}} – wektor falowy,
{\displaystyle \omega } – częstość kołowa,
{\displaystyle A} – amplituda fali.
Dobierając układ współrzędnych tak, by fala rozchodziła się wzdłuż osi {\displaystyle X,} równanie powyższe upraszcza się do:
{\displaystyle u(x,t)=Ae^{i(kx-\omega t)}}
lub
{\displaystyle u(x,t)=A\cos(kx-\omega t).}
Występujące w tych dwóch równaniach {\displaystyle k} jest nazywane liczbą falową.

## Zastosowanie w mechanice kwantowej
Fala płaska jest rozwiązaniem równania Schrödingera dla cząstki swobodnej. Funkcja falowa ma postać:
{\displaystyle \Psi (x,t)=Ae^{i(kx-\omega t)}}
{\displaystyle k} jest zaś związane z pędem cząstki zależnością:
{\displaystyle p=\hbar k,}
gdzie {\displaystyle \hbar } jest stałą Plancka podzieloną przez {\displaystyle 2\pi .}